# مانشون هاوس (محطة مترو أنفاق لندن)
مانشون هاوس (بالإنجليزية: Mansion House)‏ هي إحدى محطات مترو أنفاق لندن. تقع على خط ديستريكت وسيركيل أفتتحت في المنطقة (Zone) رقم 1 أفتتحت في 3 يوليو 1871.